# What a Terrible World, What a Beautiful World
What a Terrible World, What a Beautiful World é o sétimo álbum de estúdio da banda norte-americana The Decemberists, lançado em 20 de janeiro de 2015. O título do álbum foi tirado de um verso da música “12/17/12”, uma referência a data do discurso do ex-presidente americano Barack Obama em resposta ao tiroteio na escola primária de Sandy Hook e os sentimento conflitantes do vocalista Colin Meloy sobre o atentado e a alegria de sua vida pessoal.

## Recepção
| Críticas profissionais | Críticas profissionais |
| Pontuações agregadas   | Pontuações agregadas   |
| Fonte                  | Avaliação              |
| ---------------------- | ---------------------- |
| Metacritic             | 77/100                 |
| Avaliações da crítica  |                        |
| Fonte                  | Avaliação              |
| Allmusic               | [ 3 ]                  |
| The A.V. Club          | (B)                    |
| Consequence of Sound   | B-                     |
| PopMatters             | 8/10                   |
| Pitchfork Media        | 5.6/10                 |
| Rolling Stone          | [ 8 ]                  |
| Slant Magazine         | [ 9 ]                  |

What a Terrible World, What a Beautiful World recebeu críticas positivas em sua maioria. Tem uma nota de 77 de 100 no site Metacritic. O jornal The Boston Globe descreveu o álbum como um dos “mais agradáveis e vigorosos da banda recentemente”, o jornal The New York Times observou que What a Terrible World, What a Beautiful World impressiona com um pop conciso e maduro, evoluindo a partir do que funcionou em The King is Dead. Liricamente, há menos cardos e minaretes e palanquins, - e, musicalmente, há menos excessos digressivos - tudo aquilo que marcou o estilo do Decemberists. Jeremy Larson da Pitchfork Media desqualificou o álbum como “prolixo e sem ambição”, apesar de gostar que os ouvintes “começaram a notar Meloy mais do que nunca”. Larson também escreveu bastante sobre “Make You Better”, afirmando que “nunca faltou originalidade à banda para compor um bom hino”.
O álbum estreou no 7º lugar da lista Billboard 200 no seu lançamento, vendendo aproximadamente 50.000 cópias na primeira semana somente nos Estados Unidos. Também estreou em 2º lugar da lista de Melhores Álbuns de Rock da Billboard, e em 1º lugar na parada de Álbuns de Folk. O álbum vendeu 123.000 cópias nos Estados Unidos até outubro de 2015.

## Lista de faixas
Todas as faixas escritas e compostas por Colin Meloy. 
| N.º            | Título                              | Duração |  |
| 1.             | "The Singer Addresses His Audience" | 4:42    |  |
| 2.             | "Cavalry Captain"                   | 3:17    |  |
| 3.             | "Philomena"                         | 3:04    |  |
| 4.             | "Make You Better"                   | 5:07    |  |
| 5.             | "Lake Song"                         | 5:52    |  |
| 6.             | "Till the Water’s All Long Gone"    | 5:01    |  |
| 7.             | "The Wrong Year"                    | 3:53    |  |
| 8.             | "Carolina Low"                      | 3:24    |  |
| 9.             | "Better Not Wake the Baby"          | 1:44    |  |
| 10.            | "Anti-Summersong"                   | 2:12    |  |
| 11.            | "Easy Come, Easy Go"                | 2:22    |  |
| 12.            | "Mistral"                           | 3:54    |  |
| 13.            | "12/17/12"                          | 3:03    |  |
| 14.            | "A Beginning Song"                  | 5:22    |  |
| Duração total: | Duração total:                      | 52:57   |  |

## Créditos
De acordo com as notas de encarte de What a Terrible World, What a Beautiful World.

### The Decemberists
- Colin Meloy – vocais, violão, guitarra, bouzouki, gaita, backing vocals
- Chris Funk – violão, guitarra, banjo, bouzouki, bandolim
- Jenny Conlee – piano, órgão Hammond, vibrafone, acordeão, teclado
- Nate Query – baixo elétrico, contrabaixo
- John Moen – bateria, percussão, backing vocals

### Músicos adicionais
Vocais de apoio
- Rachel Flotard (faixas 1, 2, 3, 4, 7, 11, 12, 13, 14)
- Kelly Hogan (faixas 2, 3, 9, 10, 12)
- Laura Veirs (faixa 5)
- Ragen Fykes (faixas 6, 8)
- Moorea Masa (faixas 6, 8)
- Coro de "The Singer Addresses His Audience": Kyleen King, Laura Veirs, Allison Hall, Bridgit Jacobson, Carson Ellis, Michael Finn, Jeremy Swatzky, Shelley Short, Steven Watkins, Ritchie Young, Moorea Masa
- Os narradores de apoio de "Anti-Summersong": Chris Funk, Nate Query, John Moen, Jason Colton, Tucker Martine

Cordas e baixo
- Rob Moose – violino, rabeca
- Kyleen King – viola
- Patti King – violino
- Anna Fritz – violoncelo
- Victor Nash – trompete

### Produção
- Produzido por Tucker Martine with The Decemberists
- Arranjos de corda por Rob Moose
- Gravado e mixado por Tucker Martine
- Masterizado por Stephen Marcussen
- Engenheiro assistente: Michael Finn
- Design por Jeri Heiden e Glen Nakasako pela SMOG Design, Inc.
- Ilustrações e lettering por Carson Ellis
- Fotografia por Autumn de Wilde